# Dorfkirche Vahldorf

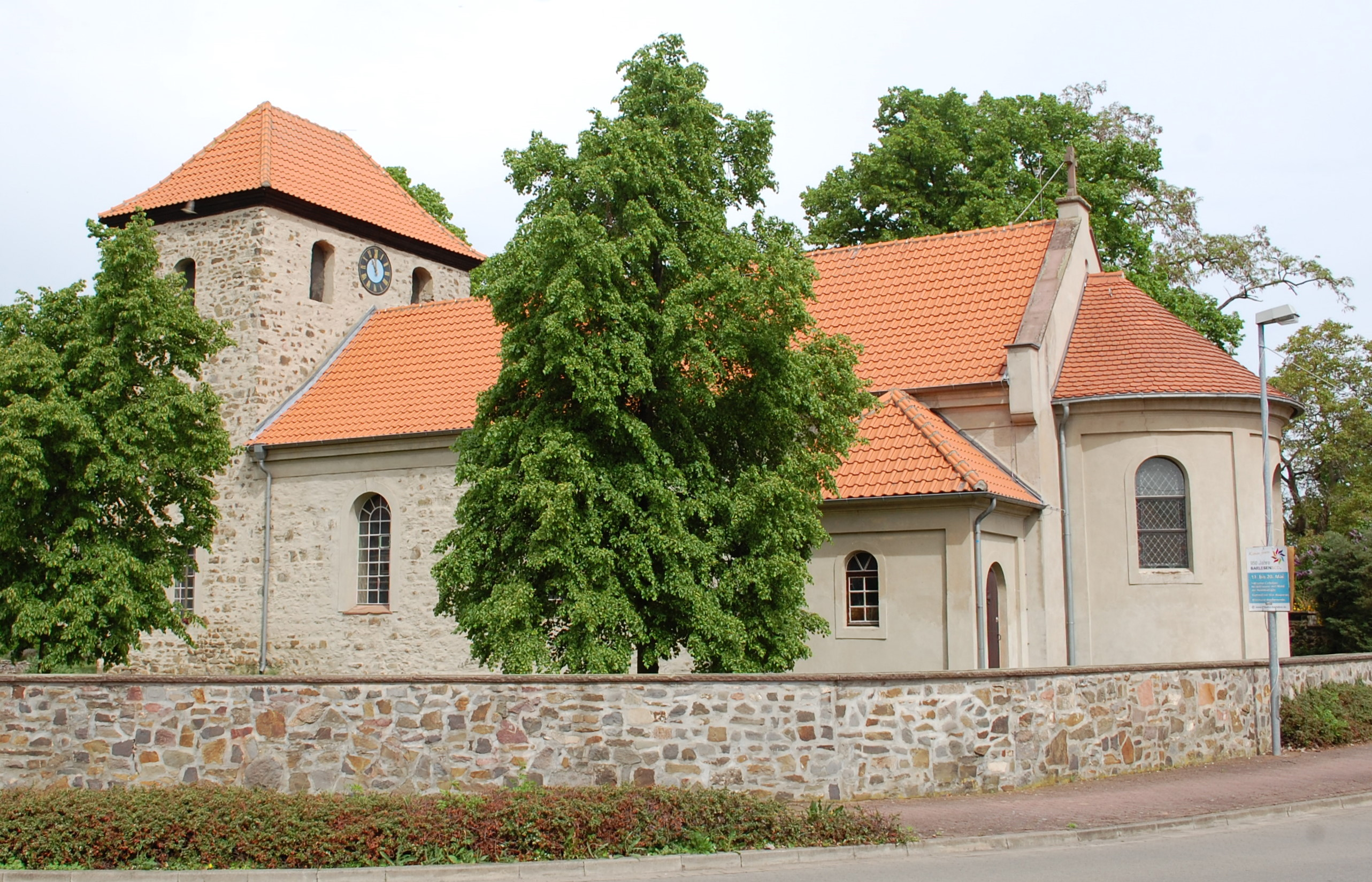
Dorfkirche Vahldorf

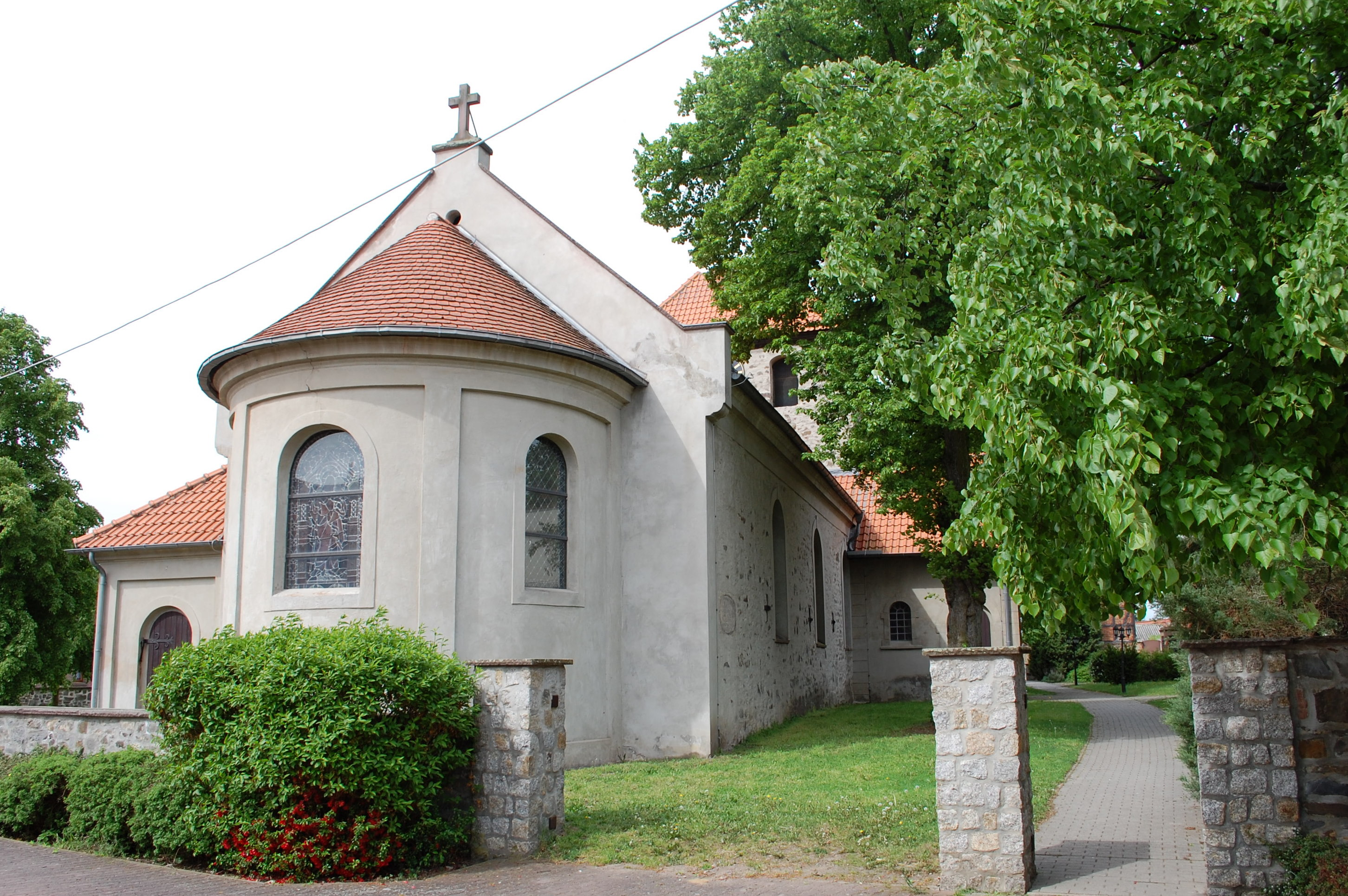
Apsis

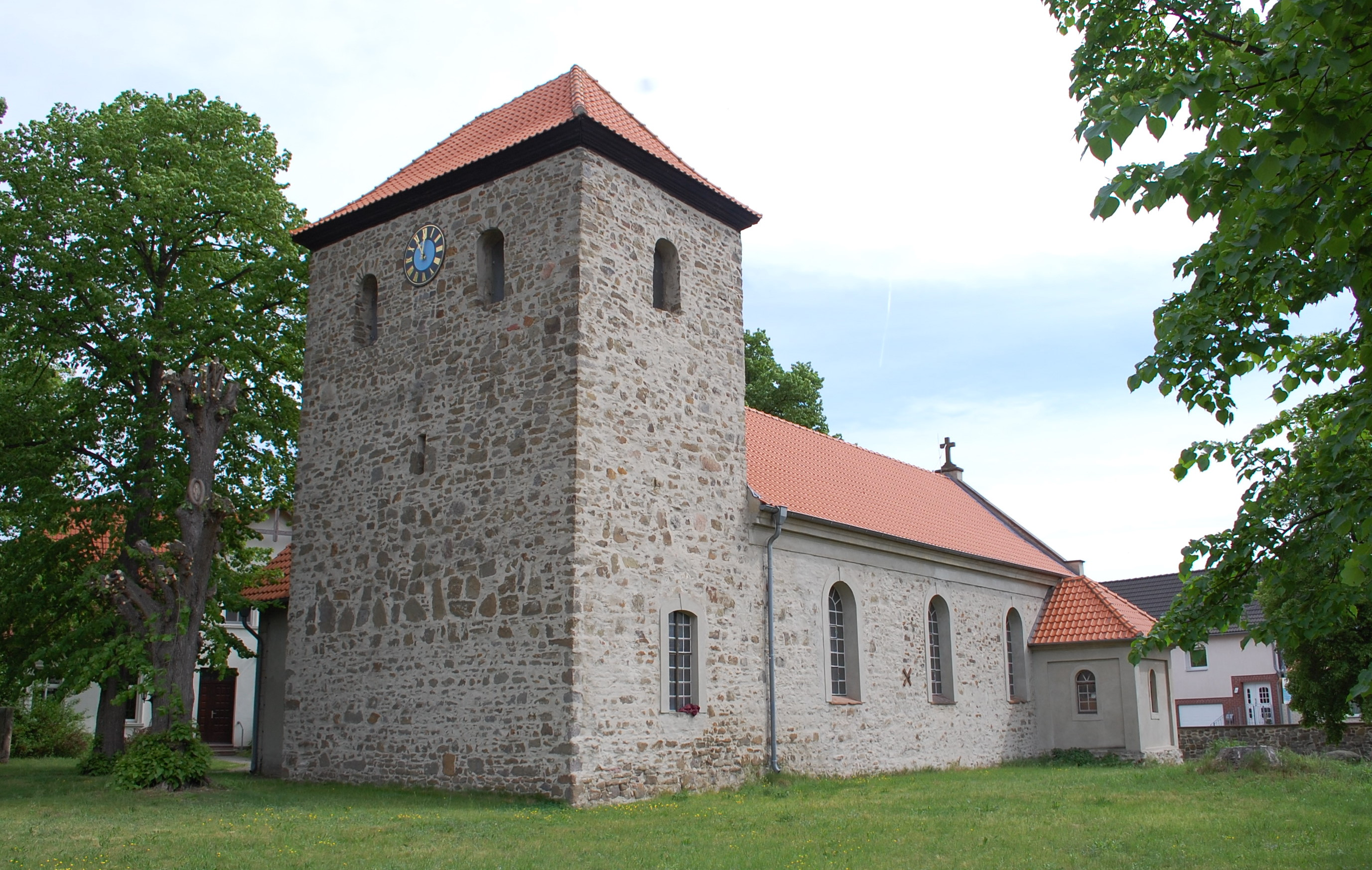
Blick aus Südwesten

Die Dorfkirche Vahldorf ist die evangelische Kirche in Vahldorf in Sachsen-Anhalt.

## Architektur und Geschichte
Die Kirche geht bis auf die Zeit der Romanik zurück. An der Westseite des rechteckigen, aus Bruchsteinen errichteten Kirchenschiffs wurde ebenfalls in der Romanik ein Westquerturm aufgesetzt. Der östliche Teil des Schiffs wurde 1621 und 1710 umgebaut. An letzteren Umbau erinnert eine Inschrift. Im Barock entstand der heutige obere Teil des Turms.
Die Sakristei, die Apsis und die an der Nordseite befindliche Vorhalle wurden 1903 angefügt.
Das Kircheninnere wird von einer hölzernen Tonnendecke überspannt. Sie wurde Ende des 20. Jahrhunderts erneuert. Das Kirchenschiff ist mit der Halle des Turmuntergeschosses durch zwei hohe Rundbögen verbunden. Die Empore an der Nordseite sowie Teile der Westempore stammen aus dem Jahr 1691. Die Westempore war 1781, anlässlich des Einbaus des barocken geschwungenen Orgelprospekts, verlängert worden. Die Orgel schuf der Magdeburger Orgelbauer Adam Heinrich Rietze. 
Jüngeren Datums sind der Altar und die kurze südliche Empore, die im Zuge der Umgestaltung des Jahres 1903 eingefügt wurden. Zugleich entstanden die farbigen Glasfenster der Quedlinburger Firma Ferdinand Müller im Scheitel der Apsis. Sie stellen Christus als guten Hirten dar. Ebenfalls aus dem Jahr 1903 stammt die Kanzel im Stil der Neoromanik. Sie ist mit reichem Schnitzwerk verziert. In den Füllungen finden sich Symbole der Evangelisten.
Bereits aus dem 16. Jahrhundert stammt der achteckige in Form eines Kelches gearbeitete spätgotische Taufstein. Ende des 15. Jahrhunderts entstand eine aus Eichenholz gefertigte mit Eisenbändern versehene Truhe. Das ursprüngliche nördliche Portal der Kirche verfügt über eine Eichenholztür, die in der Zeit des Mittelalters entstand.
Bemerkenswert sind drei alte in der Kirche vorhandene Glocken. Die mittlere und älteste Glocke mit einem Durchmesser von 98 cm wurde 1478 vom Magdeburger Glockengießer Hans Bedding gegossen. Auf der Glocke sind kirchliche Würdenträger dargestellt. Darüber hinaus gibt es eine lateinische Inschrift, die, ins Deutsche übertragen, lautet: Sei gegrüßt Gnadenvolle, der Herr sei mir dir - Beddig. Im Jahre des Herrn 1478. 
Die kleinste der Glocken wurde 1501 gegossen. Ihr Durchmesser beträgt 62 cm. Sie trägt die Inschrift Oh König des Ruhms. Christus komm mit Frieden. Im Jahre des Herrn 1501. 1502 entstand die große Glocke. Sie wurde vom Magdeburger Klawec Backmester, dessen Name auf der Glocke verewigt ist, mit einem Durchmesser von 117 cm gegossen. Auf der Glocke findet sich die Inschrift: Oh König des Ruhmes Christus, komm mit Frieden; mit dir Maria, Johannes. Im Jahre des Herrn 1502 und eine Darstellung der Muttergottes mit dem Jesusknaben.